# North Gosforth
North Gosforth es una parroquia civil ubicada en la ciudad de Newcastle upon Tyne, en el distrito homónimo del condado de Tyne y Wear (Inglaterra).

## Geografía
Según la Oficina Nacional de Estadística británica, North Gosforth tiene una superficie de 5,7 km².

## Demografía
Según el censo de 2001, North Gosforth tenía 3527 habitantes (48,28% varones, 51,72% mujeres) y una densidad de población de 618,77 hab/km². El 18,91% eran menores de 16 años, el 69,21% tenían entre 16 y 74, y el 11,88% eran mayores de 74. La media de edad era de 43,98 años. Del total de habitantes con 16 o más años, el 17,17% estaban solteros, el 70,66% casados, y el 12,17% divorciados o viudos.
Según su grupo étnico, el 95,27% de los habitantes eran blancos, el 0,34% mestizos, el 3,8% asiáticos, el 0,11% negros, el 0,14% chinos, y el 0,34% de cualquier otro. La mayor parte (94,44%) eran originarios del Reino Unido. El resto de países europeos englobaban al 1,28% de la población, mientras que el 4,28% había nacido en cualquier otro lugar. El cristianismo era profesado por el 79,87%, el budismo por el 0,31%, el hinduismo por el 2,18%, el judaísmo por el 0,26%, el islam por el 1,56%, el sijismo por el 0,23%, y cualquier otra religión por el 0,26%. El 10,66% no eran religiosos y el 4,68% no marcaron ninguna opción en el censo.
Había 1451 hogares con residentes, 36 vacíos, y 3 eran alojamientos vacacionales o segundas residencias.